# Quismondo (kommunhuvudort)
Quismondo är en kommunhuvudort i Spanien.   Den ligger i provinsen Toledo och regionen Kastilien-La Mancha, i den centrala delen av landet, 60 km sydväst om huvudstaden Madrid. Quismondo ligger 549 meter över havet och antalet invånare är 1 525.
Terrängen runt Quismondo är platt. Runt Quismondo är det ganska tätbefolkat, med 90 invånare per kvadratkilometer. Närmaste större samhälle är Fuensalida, 11,5 km sydost om Quismondo. Trakten runt Quismondo består till största delen av jordbruksmark.